# カンダ
カンダ（伊: Canda）は、イタリア共和国ヴェネト州ロヴィーゴ県にある、人口約800人の基礎自治体（コムーネ）。

## 地理

### 位置・広がり

#### 隣接コムーネ
隣接するコムーネは以下の通り。
- バディーア・ポレージネ
- バニョーロ・ディ・ポー
- カステルグリエルモ
- レンディナーラ
- トレチェンタ

### 気候分類・地震分類
カンダにおけるイタリアの気候分類 (it) および度日は、zona E, 2355 GGである。
また、イタリアの地震リスク階級 (it) では、zona 3 (sismicità bassa) に分類される。